# 川上雅史
川上 雅史（かわかみ まさし、1972年2月23日 - ）は、日本の元アマチュアボクシング選手。栃木県出身。1992年バルセロナオリンピックウェルター級日本代表。身長178cm。作新学院高等学校、中央大学卒業。

## 経歴
高校時代はボクシング部で川島八郎監督の指導を受け、1989年にはインターハイライトミドル級で優勝を収めた。1991年と1992年には石川国体・べにばな国体成年の部ライトミドル級に2年連続で優勝を収めた。
1992年、バルセロナオリンピックにウェルター級の日本代表として出場し、7月26日に行われた1回戦でエイドリアン・ドッドソン（イギリス）と対戦し、2回RSC負けとなった。1993年、全日本選手権ライトミドル級で優勝を収めた。
2023年9月9日、中央大学ボクシング部テクニカルコーチ就任。

## 獲得タイトル
- 第43回インターハイライトミドル級優勝
- 第46回国体成年の部ライトミドル級優勝
- 第47回国体成年の部ライトミドル級優勝
- 第62回全日本選手権ライトミドル級優勝